# Església de Sant Llorenç de Montgai
Sant Llorenç és l'església parroquial al centre del petit nucli de Sant Llorenç de Montgai, sobre el marge dret del riu Segre a uns 3 quilòmetres a l'oest del nucli de Camarasa (la Noguera).

## Arquitectura
Es tracta d'un edifici aïllat, una església orientada d'est a oest, de planta rectangular amb una nau central i capelles laterals a banda i banda, sagristia i un campanar de base quadrada a l'esquerra de la façana principal, la qual s'encara a llevant i afronta amb la plaça de l'Església (que consisteix en un petit eixamplament del carrer Major a l'alçada d'aquest temple). La teulada és a doble vessant, amb el carener longitudinal i ràfec disposat en tres nivells de teula i maó.
Els murs exteriors estan construïts amb maçoneria de pedra i abundant morter de calç, arrebossada originalment amb morter excepte alguns segments que han estat refets amb ciment. Els angles de l'edifici estan fets amb carreus de pedra sorrenca rectangulars ben escairats i polits disposats en cadena cantonera.
La façana principal presenta l'únic accés en forma de portalada clàssica, feta amb pedra sorrenca polida. La porta és d'arc de mig punt adovellat, flanquejada per pilastres llises que sostenen un fris, igualment mancat d'ornamentació, i una cornisa motllurada. En els extrems d'aquesta cornisa clàssica hi ha dos pinacles barrocs i en el centre es dreça una fornícula d'arc de mig punt coronada per una cornisa en arc rebaixat. Dins aquesta fornícula s'obre una finestra quadrada i a sobre un òcul circular de les mateixes dimensions. Ambdues obertures il·luminen el cor, elevat als peus de l'església. La part central de la façana és coronada pel ràfec a dos vessants i de tres nivells de teula i maó.
A la banda esquerra d'aquesta façana es dreça el campanar, de planta quadrada, cadenes cantoneres de carreus polits però no gaire regulars, i quatre ulls d'arc de punt rodó (dels quals, el que s'obre al nord es troba tapiat). La torre del campanar està rematada amb una cornisa de pedra motllurada i, a sobre s'hi ha afegit un petit cos quadrat fet amb maó, més estret que la torre original i que conté ornaments en forma d'esfera de pedra a cada cantonada.
A les façanes laterals s'observa que la meitat inferior de la seva alçada correspon a les capelles laterals i, a la meitat superior destaquen els tres contraforts que, alhora que subdivideixen els espais interiors dedicats a capelles, recolzen els murs de la nau central, amb dues obertures rectangulars a cada cara.
La nau central està coberta amb una volta de canó de mig punt amb llunetes, quatre de les quals reben la llum de les obertures rectangulars abans mencionades. La capçalera, de base rectangular, se soluciona a la part superior amb una volta de quadrant d'esfera sostinguda sobre trompes esfèriques. La dita volta està ornamentada amb motllures de guix en forma de petxina.
L'interior es troba actualment totalment restaurat, amb acabats estucats i pintats de blanc. L'ornamentació, tan de la zona del presbiteri i l'altar major com de les capelles laterals, és de regust barroquitzant però de factura contemporània.

## Història
L'origen del poble de Sant Llorenç de Montgai, antigament anomenat Llorenç de Balaguer o de Montgai, cal remuntar-lo probablement a l'època andalusina, a redós del hisn o fortificació islàmica de la serra de Sant Cristòfol. El lloc i el seu castell romangueren en mans islàmiques mentre les veïnes Camarasa i Gerb ja havien estat conquerides pels cristians a finals del segle xi. No és fins a l'any 1115 que s'esmenta per primera vegada la vila de Llorenç, ja com a lloc conquerit.
El castell continuà sent utilitzat fins al segle xiii i, juntament amb la vila, pertangué al vescomtat d'Àger i el comtat d'Urgell fins que, el 1330, el rei Alfons el Benigne creà el marquesat de Camarasa i Llorenç hi fou incorporat.
Els fogatjaments indiquen 9 focs a Llorenç el 1378 i només 5 el 1553. En l'època en què es bastí l'església parroquial, al segle xviii, les dades de població de fet indiquen un certa tendència a l'alça (el 1718 hi consten 43 habitants i el 1887 n'hi consten 63), que en podria haver motivat la construcció.